# Jérez del Marquesado
Jérez del Marquesado là một đô thị trong tỉnh Granada, Tây Ban Nha.